# Гаспод
Гаспод (на английски: Gaspode) е малко, приличащо на териер куче, което участва в седем от книгите от поредицата на Тери Пратчет Светът на диска. Гаспод притежава интелигентност равна на тази на хората и има способността да говори, а също и да пренася неограничено количество бълхи. Понеже всеки знае, че кучетата не могат да говорят, всеки приема неговата способност като плод на своето въобръжение, тенденция, която той често използва, за да получава храна. Изключение от това правило правят Керът Айрънфаундерсън и Ангуа. Гаспод често се разкъсва между желанието си да бъде „добро куче“ и това да се грижи сам за себе си, защото никой друг не би го направил.
 Внимание:  Текстът по-долу разкрива сюжета на произведението (или части от него)!
Гаспод придобива своята интелигентност и способността си да говори в романа „Подвижни образи“ в резултат на подивялата идея, която иска да създаде еквивалент на Холивуд на света на диска. Той е избран от идеята да изпълни филмовата роля на кучето-чудо. Той не се вписва в общата представа за куче-чудо, така че не получава тази роля. След това той се сближава с двамата изгряващи филмови звезди Виктор Тугелбенд и Тида Уидъл. В края на романа след побеждаването на подивялата идея Гаспод губи своята способност да говори и разума си и се превръща в обикновено улично куче.
В книгата „Въоръжени мъже“ става ясно, че Гаспод е възвърнал интелигентността и говора си в резултат на това че е спал твърде близо до отдела по високо-енергийна магия на Невидимия университет и в него се е просмукала магия. Той се сближава с Дъртия Гнусен Рон, един от скитниците в Анкх-Морпорк, и „просяк номер едно“ на града. (Кучета-водачи е имало винаги, но Рон става първият собственик на куче-„мислещ мозък“.)
Гаспод участва в книгите:
- „Подвижни образи“
- „Въоръжени мъже“
- „Музика на душата“
- „Глинени крака“
- „Дядо Прас“
- „Петият слон“
- „Истината“